# Roger G. Newton
Roger Gerhard Newton (né Neuweg ; 30 novembre 1924 - 14 avril 2018) est un physicien américain d'origine allemande.

## Biographie
Newton est né à Landsberg an der Warthe, Allemagne (aujourd'hui Gorzów Wielkopolski) le 30 novembre 1924, de Margaret Blume et Arthur Newton, un dentiste. En raison de leur ascendance juive, la famille de Newton est ciblée par la Gestapo. Bien que Newton se soit inscrit à l'Université de Berlin, lui et sa famille déménagent à Buffalo, New York après la Seconde Guerre mondiale. Après avoir servi dans l'armée américaine, il postule dans diverses universités américaines, dans l'intention d'étudier la physique. Recevant une réponse encourageante de John U. Monro à l'Université Harvard, il soumet des lettres de recommandation de ses professeurs de lycée et est admis en tant que junior, car il est diplômé d'un lycée allemand. Il s'inscrit en 1947 et obtient son baccalauréat en 1949,. Peu de temps après avoir obtenu son doctorat sous la direction de Julian Schwinger en 1953,, Newton épouse Ruth Gordon. Il travaille pour l'Institute for Advanced Study jusqu'à ce qu'il rejoigne la faculté de l'Université de l'Indiana à Bloomington en 1955. Il devient professeur titulaire en 1960 et est nommé professeur distingué en 1978. Au cours de sa carrière, Newton est rédacteur en chef adjoint de l'American Journal of Physics et Inverse Problems (1985-1990 ) et rédacteur en chef du Journal of Mathematical Physics. De plus, il est nommé membre de la Société américaine de physique et de l'Association américaine pour l'avancement des sciences. Newton est bien connu pour son livre Scattering Theory of Waves and Particles. Newton est décédé chez lui le 14 avril 2018, à l'âge de 93 ans.